# Altos (Paraguay)
Altos è un centro abitato del Paraguay, situato nel Dipartimento di Cordillera, a 60 km dalla capitale del paese, Asunción. Forma uno dei 20 distretti in cui è diviso il dipartimento.

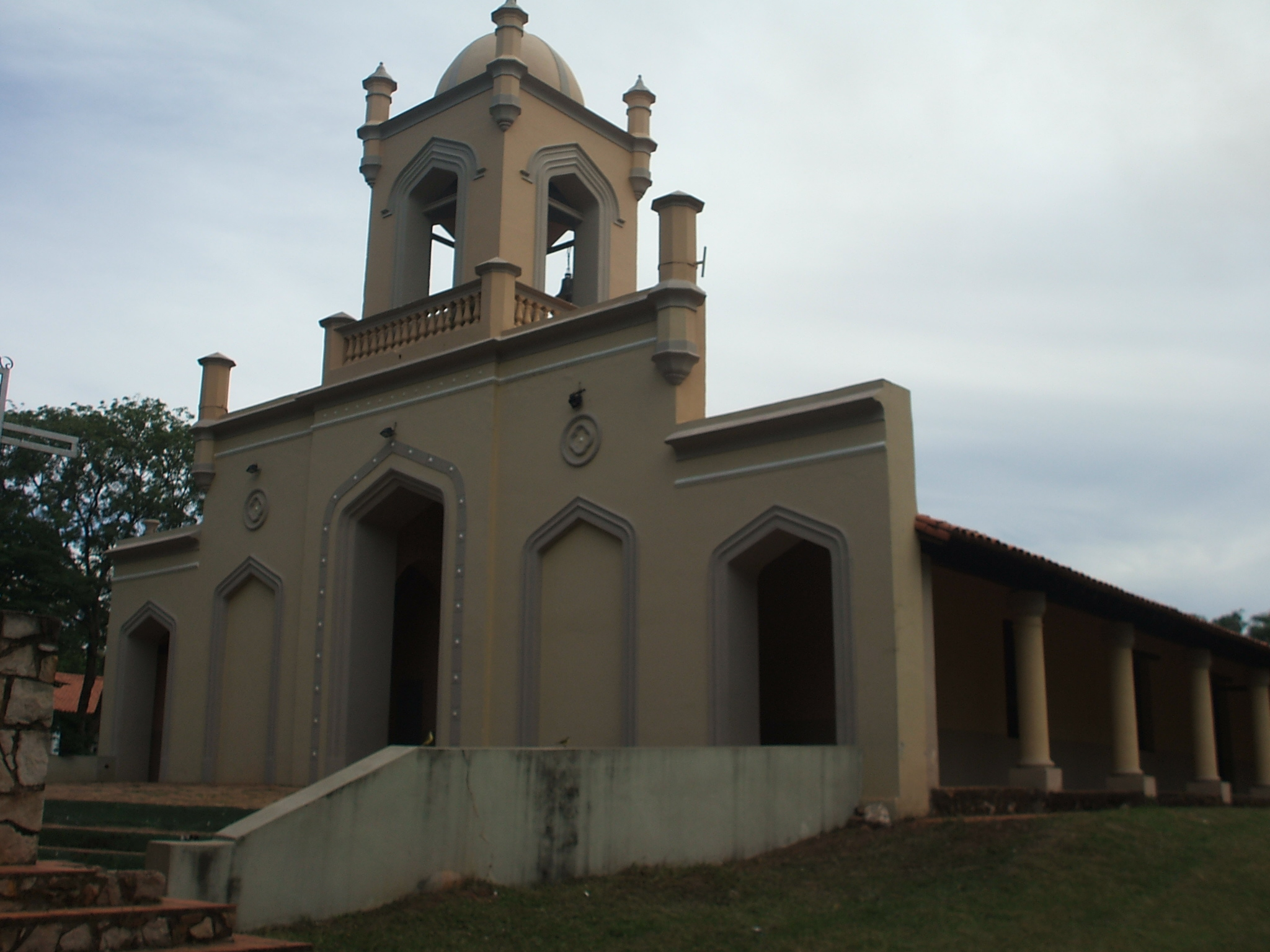
Chiesa di Altos

## Popolazione
Al censimento del 2002 la località contava una popolazione urbana di 4.335 abitanti (11.496 nel distretto).

## Storia

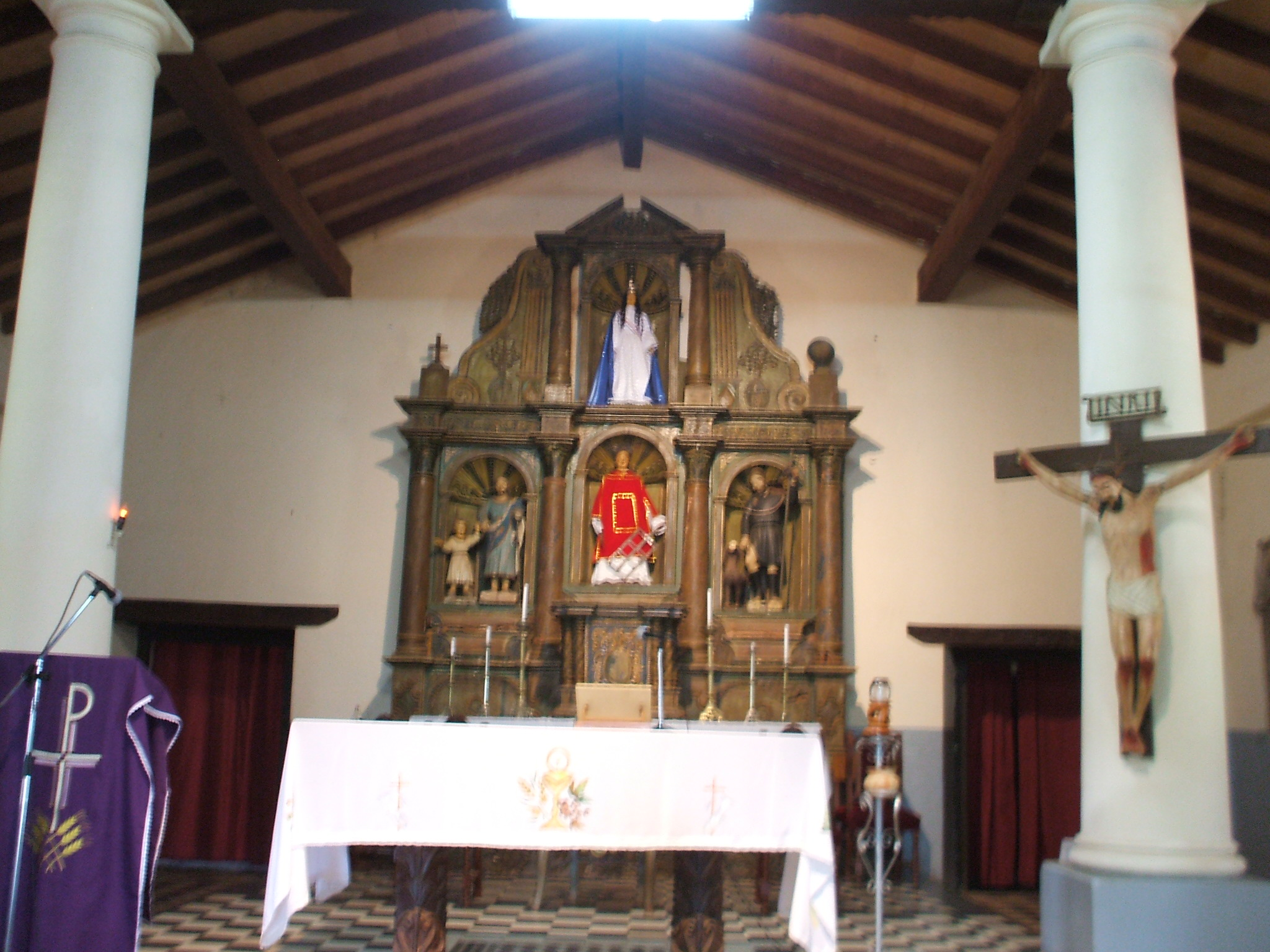
Atrio della chiesa di Altos

Altos era già un centro abitato dagli indios guaraní con il nome di Yvytyrembó. La data ufficiale della fondazione è discordante: mentre alcuni la fanno risalire al 1538 per mano di Domingo Martínez de Irala, altri la indicano nel 1580 per mano dei frati francescani.
Con il nome di San Lorenzo de los Altos fu una delle prime riduzioni francescane del Sudamerica; la sua funzione fu quella di riunire i guaraní stanziati tra i fiumi Manduvirá e Paraguay. Alla popolazione indigena originaria si aggiunsero in seguito criollos (europei nati in Sudamerica) e infine immigrati tedeschi.

## Economia
Le principali attività economiche del distretto sono l'agricoltura, l'allevamento e la silvicoltura. Sono presenti anche piccole industrie tessili e di lavorazione del legno.

### Turismo
La chiesa di San Lorenzo, costruita nel 1600 e andata poi in rovina è stata ricostruita in stile coloniale nel 1878; al suo interno conserva immagini di santi intagliate in legno risalenti all'epoca della riduzione francescana.
Nelle frazioni di Altos si celebra il 29 giugno la festa delle rutas de San Pedro y Pablo, nella quale compaiono i misteriosi kamba ra'anga, personaggi che sfoggiano strane maschere di legno e piume; la fabbricazione di queste maschere è la principale attività artigianale del luogo.